# Ernest Johnson (cyclisme)
Pour les articles homonymes, voir Ernest Johnson et Johnson.
Ernest Johnson, né le 18 novembre 1912 à Putney et mort le 29 novembre 1997 à Kingsbridge, est un coureur cycliste britannique de cyclisme sur piste.

## Carrière
Ernest Johnson participe aux Jeux olympiques d'été de 1932 à Los Angeles et aux Jeux olympiques d'été de 1936 à Berlin. Il remporte la médaille de bronze dans l'épreuve de poursuite par équipes lors des deux éditions.

## Palmarès
- Jeux olympiques d'été
  -  Médaille de bronze en cyclisme sur piste en poursuite par équipes aux Jeux olympiques d'été de 1932 à Los Angeles
  -  Médaille de bronze en cyclisme sur piste en poursuite par équipes aux Jeux olympiques d'été de 1936 à Berlin